# Грисхајм
Грисхајм (њем. Griesheim) град је у њемачкој савезној држави Хесен. Једно је од 23 општинска средишта округа Дармштат-Дибург. Према процјени из 2010. у граду је живјело 25.955 становника. Посједује регионалну шифру (AGS) 6432008.

## Географски и демографски подаци
Грисхајм се налази у савезној држави Хесен у округу Дармштат-Дибург. Град се налази на надморској висини од 96 метара. Површина општине износи 21,6 km². У самом граду је, према процјени из 2010. године, живјело 25.955 становника. Просјечна густина становништва износи 1.204 становника/km².

## Међународна сарадња
| Мјесто     | Држава    | Врста сарадње | Од    |
| ---------- | --------- | ------------- | ----- |
| Ђенк       | Мађарска  | партнерство   | 1990. |
| Бар ле Дик | Француска | партнерство   | 1975. |
| Извор      |           |               |       |